# Дивніше за вигадку: правдиві історії
Дивні́ше за Вига́дку: Правди́ві Істо́рії (у Великій Британії та Австралії опубліковано під назвою Nonfiction) — публіцистична книга Чака Поланіка, видана у 2004 році. Це збірка нехудожніх творів — есе, оповідань та інтерв'ю, написаних автором для різноманітних журналів і газет протягом попередніх років. Деякі з них раніше вже було опубліковано в Інтернеті. Книгу розподілено на глави відповідно до типів історій: «Люди разом» («People Together»), про різних людей, які знайшли свої власні шляхи досягнення близькості з іншими; «Портрети» («Portraits»), збірка інтерв'ю та коротких есе, у своїй більшості присвячених знаменитостям; і «Особисте» («Personal»), автобіографічна секція.

## Зміст
Книга складається із трьох розділів: Всі люди разом, Портрети, Особисте. 

Кожен розділ книги, в свою чергу, складається з циклу історій, пов'язаних темою розділу.
| Всі люди разом        | Портрети                        | Особисте           |
| Солодке свято         | Сама про себе                   | Ескорт             |
| Звідки береться м'ясо | Чому він не бажає відступатися? | Майже Каліфорнія   |
| Ти тут                | Неперевершена Емі               | Збільшувач губ     |
| Битва титанів         | Читаючи самому собі             | Мавпячі звички     |
| Моє собаче життя      | Бодхісатви                      | Конфронтація       |
| Сповідь у камені      | Людині властиво помилятися      | Здається, згадав … |
| Бляшанка з людьми     | Дорогий містер Левін            | Призи для втіхи    |
| Леді                  |                                 |                    |